# Crithagra reichardi
Crithagra reichardi é uma espécie de ave da família Fringillidae.
Pode ser encontrada nos seguintes países: Burundi, República Democrática do Congo, Etiópia, Quénia, Malawi, Moçambique, Sudão, Tanzânia, Zâmbia e Zimbabwe.
Os seus habitats naturais são: savanas áridas.